# María Victoria Woodward
María Victoria Woodward (* 30. November 1991 in Villa Carlos Paz) ist eine argentinische Leichtathletin, die sich auf den Sprint spezialisiert hat.

## Sportliche Laufbahn
Erste Erfahrungen bei internationalen Meisterschaften sammelte María Victoria Woodward 2009 bei den Juniorensüdamerikameisterschaften in São Paulo, bei denen sie im 100-Meter-Lauf in 12,09 s den fünften Platz belegte, ehe sie bei den Panamerikanischen-Juniorenmeisterschaften in Port of Spain mit 11,90 s in der Vorrunde ausschied. Im Jahr darauf nahm sie an den Juniorenweltmeisterschaften in Moncton teil, schied aber auch dort mit 12,25 s im Vorlauf aus. 2012 gewann sie bei den U23-Südamerikameisterschaften in São Paulo in 11,88 s die Bronzemedaille über 100 Meter sowie in 3:58,86 min auch als Teil der argentinischen 4-mal-400-Meter-Staffel. 2013 nahm sie erstmals an den Südamerikameisterschaften in Cartagena teil und gelangte dort mit 11,87 s auf den sechsten Platz über 100 Meter und schied im 200-Meter-Lauf mit 24,93 s in der ersten Runde aus. 2014 wurde sie bei den Südamerikaspielen in Santiago de Chile in 11,78 s Sechste über 100 Meter und schied über 200 Meter mit 24,61 s in der Vorrunde aus. Anschließend klassierte sie sich bei den Ibero-Amerikanischen Meisterschaften in São Paulo auf den Rängen vier und sechs, genau wie auch beim Panamerikanischen Sportfestival in Mexiko-Stadt.
Bei den Leichtathletik-Südamerikameisterschaften 2015 in Lima schied sie mit 12,08 s im Vorlauf aus und 2017 gelangte sie bei den Südamerikameisterschaften in Luque mit 11,46 s auf Rang sechs über 100 Meter und schied über 200 Meter mit 24,22 s in der ersten Runde aus. Zudem belegte sie mit der 4-mal-100-Meter-Staffel in 46,14 s den fünften Platz. 2018 wurde sie bei den Südamerikaspielen in Cochabamba mit 11,77 s auf Rang sieben und im Jahr darauf belegte sie bei den Südamerikameisterschaften in Lima mit 11,70 s auf den sechsten Platz über 100 Meter und schied über 200 Meter mit 24,32 s in der Vorrunde aus. Zudem gewann sie mit der Staffel in 45,65 s die Bronzemedaille hinter den Teams aus Brasilien und Kolumbien. Anschließend nahm sie über 100 Meter an den Panamerikanischen Spielen in Lima teil, schied dort aber mit 12,01 s im Vorlauf aus. 2020 gewann sie bei den erstmals ausgetragenen Hallensüdamerikameisterschaften in Cochabamba in 7,51 s die Bronzemedaille im 60-Meter-Lauf hinter der Brasilianerin Rosângela Santos und Natalia Liñares aus Kolumbien. 2023 belegte sie bei den Südamerikameisterschaften in São Paulo in 11,47 s den sechsten Platz über 100 Meter und verzichtete im Finale über 200 Meter auf ein Antreten. Zudem belegte sie mit der Staffel in 45,14 s den vierten Platz. Ende Oktober schied sie bei den Panamerikanischen Spielen in Santiago de Chile mit 12,15 s im Vorlauf über 100 Meter aus und ging im Finale der 4-mal-100-Meter-Staffel nicht mehr an den Start.
2010 und 2013, 2014 und 2016 sowie 2019 wurde Woodward argentinische Meisterin im 100-Meter-Lauf sowie 2013 über 200 Meter. 2019 siegte sie auch in der 4-mal-100-Meter-Staffel.

## Persönliche Bestzeiten
- 100 Meter: 11,40 s (+1,7 m/s), 13. Mai 2018 in Cochabamba (argentinischer Rekord)
  - 60 Meter (Halle): 7,50 s, 30. Januar 2020 in Cochabamba (argentinischer Rekord)
- 200 Meter: 23,76 s (+1,9 m/s), 13. Mai 2018 in Cochabamba